# Almalaguês
Almalaguês est une paroisse civile portugaise (en portugais : freguesia) de la municipalité de Coimbra dans le district du même nom.

## Géographie
Almalaguês est située au sud-est de Coimbra. Son territoire est traversé par l'autoroute A13.

## Démographie
Lors du recensement de 2021, Almalaguês compte 2 853 habitants.